# John Helt
John Helt (Virum, 1959. december 29. –) dán válogatott labdarúgó.

## Pályafutása

### Klubcsapatban
Pályatusását 1980-ban a Lyngby csapatában kezdte, mellyel 1983-ban a dán bajnokságot, majd 1984-ben a dán kupát is megnyerte. Ezt követően a rivális Brøndbyhez szerződött, melynek színeiben 1985-ben újabb dán bajnoki címet szerzett. Az 1986–87-es idényben a francia Sochaux együttesében játszott, majd visszatért Dániába a Lyngbyhez és 1990-ben ismét kupagyőztes lett. A Lyngby játékosaként pályafutása során 378 mérkőzésen lépett pályára és 10 gólt szerzett. 1991-ben vonult vissza. 

### A válogatottban
1982 és 1990 között 39 alkalommal szerepelt a dán válogatottban. Részt vett az 1988-as Európa-bajnokságon. 

## Sikerei, díjai
Lyngby BK
- Dán bajnok (1): 1983
- Dán kupa (2): 1983–84, 1989–90

Brøndby IF
- Dán bajnok (1): 1985